# Mesabolivar locono
Mesabolivar locono är en spindelart som beskrevs av Huber 2000. Mesabolivar locono ingår i släktet Mesabolivar och familjen dallerspindlar. Inga underarter finns listade i Catalogue of Life.